# Kościół św. Rocha w Sadykrzu
Kościół pw. św. Rocha w Sadykrzu – kościół filialny parafii w Obrytem, położony we wsi Sadykierz, w gminie Obryte.

## Historia

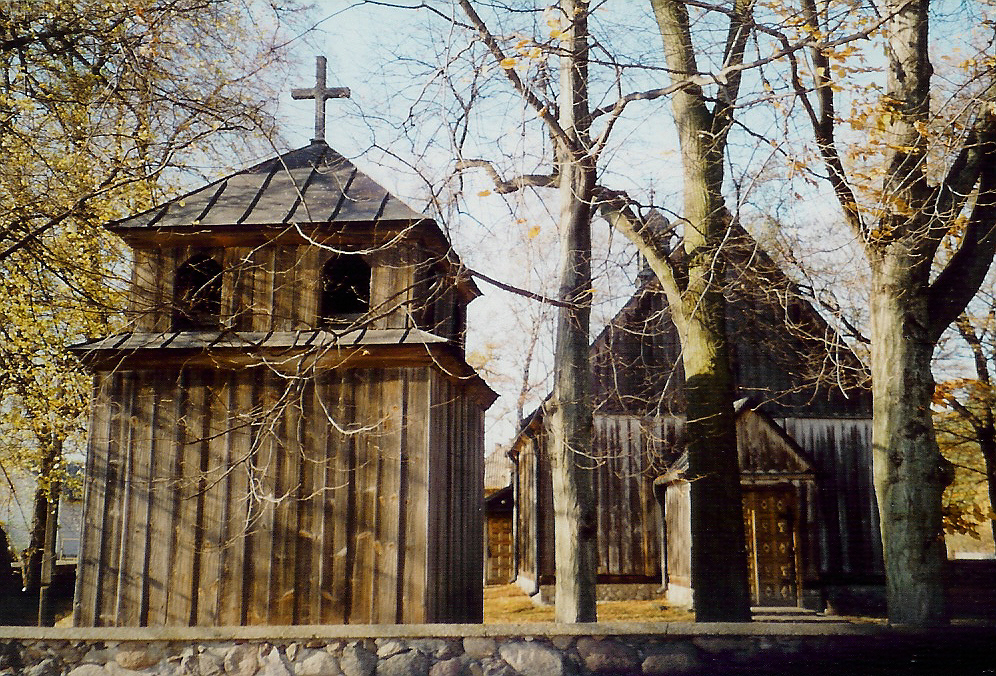
Kościół w Sadykrzu przed spaleniem. Na pierwszym planie dzwonnica, która przetrwała pożar

Pierwotnie w Sadykrzu istniała kaplica drewniana wzniesiona prawdopodobnie w XVII wieku. Kolejny kościół stanął w 1812 roku i został zbudowany zapewne z użyciem materiału z poprzedniej świątyni (w 1763 roku wzmiankowano ją jako bardzo starą). Był drewniany, konstrukcji zrębowej, na niskiej kamiennej podmurówce, ustawiony prezbiterium w kierunku zachodnim, ustawiony prezbiterium w kierunku zachodnim. Znajdował się tu m.in. barokowy krucyfiks, konfesjonał i dwie ławki z XVIII wieku, ambona z przełomu XIX i XX wieku oraz ołtarz z płaskorzeźbą św. Rocha z XX wieku.
W 1817 roku notowano odpust zupełny na uroczystość św. Rocha. Nadał go po wieczne czasy papież Klemens XIV. W 1772 odpust potwierdził biskup płocki Hieronim Antoni Szeptycki. 

Kościół spłonął niemal doszczętnie w nocy z 26 na 27 września 2003 roku. Przyczyną pożaru było prawdopodobnie podpalenie. Kościoła nie udało się uratować. Doniesienia prasowe wskazywały satanistów jako sprawców podpalenia. Kościół wcześniej był celem złodziei – w 1999 roku skradziono z niego cztery obrazy olejne pochodzące z XIX wieku.

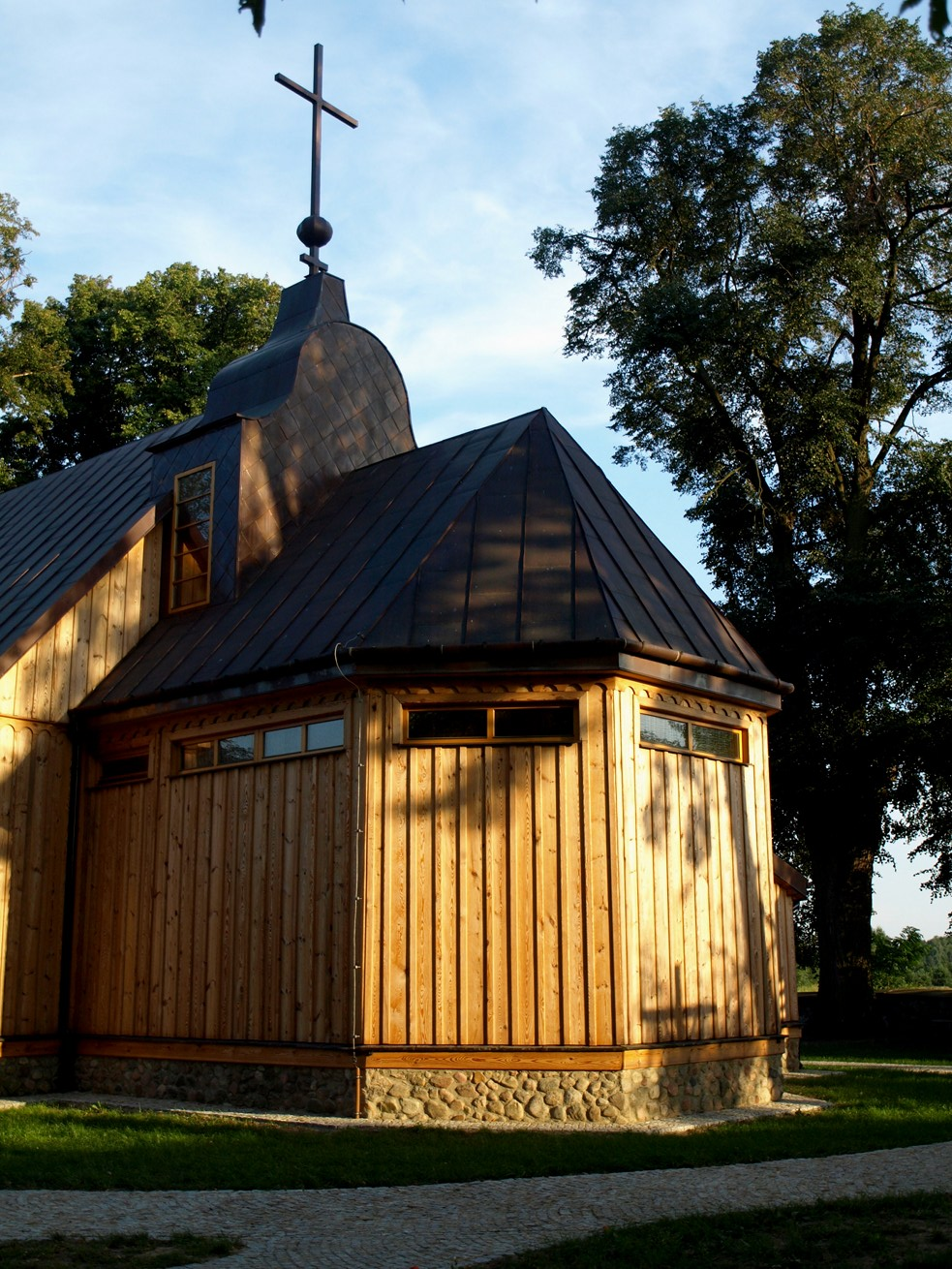
Prezbiterium kościoła

14 maja 2005 roku mszą zainaugurowano odbudowę kościoła zakończoną w 2006 roku. Mieszkańcy zebrali pieniądze na budowę poprzez dobrowolne wpłaty i zbiórki pieniężne, które wykraczały również poza teren parafii. 
25 maja 2008 roku biskup płocki Piotr Libera poświęcił odbudowany kościół. Co niedziela o godz. 10.15 w kościele odprawiana jest msza.
Kościół jest znany z odpustów, zwanych pasterskimi, które odbywają się w dzień św. Rocha, czyli 16 sierpnia. Nazwa odpustów związana jest z dawnym zwyczajem, w którym pod obrazem św. Rocha święcono bydło spędzone z całej wsi. Zwyczaj zaginął przez wypadki pokaleczeń ludzi i zwierząt spowodowane dużym ściskiem. Według innej legendy przez Kurpie wędrowali św. Rozalia ze św. Rochem. W pewnym momencie rozdzielili się i św. Roch przybył do Sadykrza. Możliwe, że dlatego kościół w Sadykrzu ma za patrona św. Rocha. 
W roku 2016 kościół otrzymał obraz św. Rocha oraz relikwiarz zawierający część kości patrona wraz z dokumentem poświadczającym autentyczność relikwii. Dekretem biskupa płockiego Piotra Libery z 21 września 2020 roku kościół ogłoszono Sanktuarium Diecezjalnym pw. św. Rocha. 
W sąsiedztwie kościoła znajduje się dzwonnica wzniesiona w 1812 roku, wpisana do rejestru zabytków pod numerem 341-A (wpis z 2 kwietnia 1962 roku).
Teren wokół kościoła otoczony jest kamiennym murem oraz drzewami. Obok świątyni znajduje się cmentarz przykościelny, na którym stoi krzyż z tablicą poświęconą pamięci żołnierzy poległych w 1920 roku: Adama Sienkiewicza z 68 pułku wielkopolskiego i Jana Iwaszkiewicza z 13 pułku wileńskiego.